# Mariquina (kommun i Chile)
Mariquina är en kommun i Chile.   Den ligger i provinsen Provincia de Valdivia och regionen Región de Los Ríos, i den södra delen av landet, 700 km söder om huvudstaden Santiago de Chile. Antalet invånare är 19 823. Arean är 1 321 kvadratkilometer.
Terrängen i Mariquina är kuperad.
I omgivningarna runt Mariquina växer i huvudsak städsegrön lövskog. Runt Mariquina är det glesbefolkat, med 12 invånare per kvadratkilometer.